# Cryptonychus interpres
Cryptonychus interpres es una especie de insecto coleóptero de la familia Chrysomelidae.
Fue descrita científicamente en 1899 por Kolbe.